# Grande Turdinule
Turdinus macrodactyla
Espèce
Statut de conservation UICN

 NT  : Quasi menacé
La Grande Turdinule (Turdinus macrodactyla) est une espèce de passereaux de la famille des Pellorneidae.

## Répartition
péninsule Malaise, centre de Sumatra et ouest de Java

## Habitat
Elle habite les forêts humides tropicales et subtropicales de basse altitude.
Elle est menacée par la perte de son habitat.